# Lekkoatletyka na Letnich Igrzyskach Paraolimpijskich 2012 – 200 metrów T52 kobiet
W biegu na 200 metrów kl. T52 kobiet podczas Letnich Igrzysk Paraolimpijskich 2012 rywalizowało ze sobą 7 zawodniczek. W konkursie udział wzięły poruszające się na wózkach zawodniczki z uszkodzonym rdzeniem kręgowym, posiadające minimalną kontrolę nad tułowiem i nogami (lub kontroli tej pozbawione).

## Wyniki

### Finał
| Miejsce | Zawodniczka       | Państwo           | Czas  | Uwagi |
| ------- | ----------------- | ----------------- | ----- | ----- |
|         | Michelle Stilwell | Kanada            | 33.80 | PR    |
|         | Marieke Vervoort  | Belgia            | 34.83 | ER    |
|         | Kerry Morgan      | Stany Zjednoczone | 36.49 |       |
| 4.      | Cassie Mitchell   | Stany Zjednoczone | 37.75 | PB    |
| 5.      | Teruyo Tanaka     | Japonia           | 39.04 | SB    |
| 6.      | Yuka Kiyama       | Japonia           | 41.56 | SB    |
| 7.      | Cheryl Leitner    | Stany Zjednoczone | 42.62 |       |